# Херман Кан
Херман Кан (на английски: Herman Kahn) е американски футуролог.
Докато работи за корпорация RAND, е също военен стратег и системен теоретик. Основател е на Хъдзъновия институт.
По време на Втората световна война служи като телефонист в Бирма. Става известен с анализите си за последствията от ядрената война и пътя за повишена степен на оцеляване. Неговите теории са залегнали в ядрените стратегии на САЩ.
Книгата му (в съавторство) „Следващите 200 години“ (1976) по повод 200-а годишнина от основаването на САЩ разглежда опитимистичен сценарий за развитието на САЩ и света до 2176 г.
Умира от инфаркт през 1983 г.